# کاریم
کاریم (به لاتین: Karym) یک منطقهٔ مسکونی در روسیه است که در جمهوری آلتای واقع شده‌است.